# Agreesos
Els agreesos (grec antic: Ἀγραῖοι, llatí: Agraei) eren un poble del nord-oest d'Etòlia a la frontera amb Acarnània, amb el Mont Tíamos com a frontera. El seu territori, travessat pel riu Aqueloos, es deia Agraida (grec antic: Ἀγραΐς, -ίδος, segons Tucídides; Ἀγραία, segons Estrabó), i afrontava al nord-oest amb Amfilòquia i al nord amb el país dels dòlops.
Al començament de la guerra del Peloponès apareixen governats per un rei nadiu, de nom Salinti, aliat d'Ambràcia. Demòstenes, general atenès aliat dels acarnanis, va derrotar els ambracis el 426 aC. Dos anys després Demòstenes va atacar els agreesos i Salinti va haver d'aliar-se amb Atenes. Un temps després ja apareixen com a sotmesos als etolis i al segle següent van integrar-se a la Lliga Etòlia. Es creu que els aperantis, que vivien a Aperàntia, eren una tribu d'aquest poble. Eren un poble diferent dels agrians.
Les ciutats principals eren Èfira i Agrínion.